# Upplands runinskrifter 632
Upplands runinskrifter 632 är sju vikingatida sammanfogade runstensfragment av röd sandsten i Kalmar kyrka, Kalmar socken och Håbo kommun. På baksidan av stenen finns ett ristat kors. Runstenen är 1,25 meter hög och 0,95 meter bred. Runhöjden är 5-6 centimeter. Stenen är hopsatt av flera fragment. Några saknas emellertid.
Namnet syhsa förekommer även på U 631 och det är tvivelsutan samma man som avses.

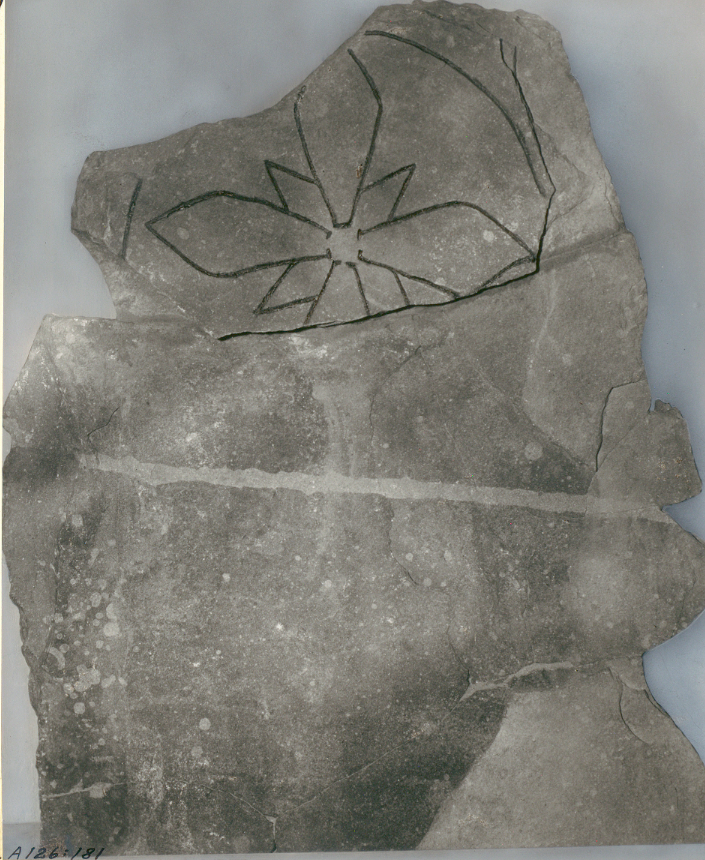
Stenens baksida med det ristade korset.

## Inskriften
Translitterering av runraden:
...i ' o- ...inbiorn ... ... ...-oþ-r ' sin ' syhsa
Normalisering till runsvenska:
... o[k Stæ]inbiorn/[Ar]inbiorn ... ... [br]oð[u]r sinn Søgsa.
Översättning till nusvenska:
... och Stenbjörn (?) (reste efter) sin broder Sögse.
syhsa (i ackusativ) på båda U 631 och U 632 är ett ursprungligt binamn Søgsi, bildat efter ett ord med betydelsen ’tumult, stoj’.